# Рипс
Рипс е вид сплитка в тъкачеството и платът, получен чрез нея, с изпъкнали нишки по дължината му. Най-често използвани за направата му са памук или коприна. Рипсът е мека плътна тъкан с еднаква предна и задна част и стегната структура с ясно изразен релеф, образуван от специфичното преплитане на нишките. Рипсът е еластичен при опъване напречно на нишките и сравнително по неразтеглив, когато това е надлъжно, по посока на нишките. Релефът на рипса наподобява лицевия релеф на джинсовия плат, но за разлика от него е двустранен.

## Етимология
„Рипс“ е неточно прието от „рибс“ (на английски: ribs – ребра), заради оребрената структура на плата.

## Употреба
За производство на рипс освен натуралните нишки (памук, коприна или вълна), се използват и синтетични примеси, които намаляват себестойността и повишават здравината и износоустойчивостта на плата.
Рипсът може да има различна плътност, което го прави универсален плат за дрехи във всички сезони. Той се използва и за декорации или дамаска в мебелната промишленост. Най-популярната му употреба обаче е за потници, където здравината и завършеният вид, съчетан с естествената мекота на рипса го правят предпочитан избор.